# Kruisbladwalstro
Kruisbladwalstro (Cruciata laevipes, soms ook wel Galium cruciata) is een vaste plant, die behoort tot de sterbladigenfamilie (Rubiaceae). De soort staat op de Nederlandse Rode Lijst van planten als vrij zeldzaam en sterk afgenomen. De plant komt van nature voor in Eurazië.
De plant wordt 15-45 cm groot en heeft een rechtopstaande of opstijgende, vierkantige stengel met tot 1,5 mm lange, afstaande haren. De ruw behaarde, drienervige bladeren staan in kransen van vier en zijn elliptisch tot lancetvormig. De bladeren hebben een geelgroenachtige kleur.
Kruisbladwalstro bloeit van april tot juni met gele, zoet geurende bloemen. De in de bladoksel zittende bloeiwijze is een schijnkrans, die bestaat uit drie tot negen bloempjes en is korter dan het blad. De bloemen worden bestoven door bijen en vliegen.
De plant komt voor op voedselrijke grond bij heggen, bosranden, op dijken en in bermen.

## Gebruik
Uit de wortel kan een rode kleurstof gewonnen worden. Vroeger werd de plant voor wondbehandeling gebruikt.

## Plantensociologie
Kruisbladwalstro is een kensoort van de kruisbladwalstro-associatie (Urtico-Cruciatetum laevipedis).

## Namen in andere talen
De namen in andere talen kunnen vaak eenvoudig worden opgezocht met de interwiki-links.
- Duits: Gewimpertes Kreuzlabkraut
- Engels: Crosswort, Smooth bedstraw
- Frans: Gaillet croisette